# اللورد بيتر ويمزي
اللورد بيتر ويمزي ديث Bredon Wimsey DSO (لاحقًا دوق دنفر السابع عشر) هو البطل الخيالي في سلسلة من الروايات البوليسية والقصص القصيرة لدوروثي سايرز (واستمرارها بقلم جيل باتون والش). المحقق الذي يحل الألغاز من أجل التسلية الخاصة به، ويمسي هو نموذج أصلي للمحقق البريطاني النبيل. غالبًا ما يساعده خادمه والمرسال السابق، ميرفين بونتر؛ من قبل صديقه العزيز ثم صهره، محقق الشرطة تشارلز باركر؛ وفي بضعة كتب هارييت فاين التي أصبحت زوجته.